# Yoshihiro Sakata

a Compétitions nationales et continentales officielles uniquement.

b Matchs officiels uniquement.
Dernière mise à jour le 10 décembre 2021.
Yoshihiro Sakata (坂田好弘, Sakata Yoshihiro), né le 26 septembre 1942 à Osaka, au Japon, est un ancien joueur international japonais de rugby à XV et un enseignant.
Il a évolué au poste d'ailier au sein du club japonais Kintetsu Liners et du club néozélandais Canterbury et a obtenu seize capes avec le Japon entre 1967 et 1973.
Considéré comme l'un des meilleurs joueurs de son époque et ayant beaucoup œuvré au développement du rugby de haut niveau dans son pays, il devient en 2012 le premier Japonais à intégrer le Temple de la renommée World Rugby,.

## Biographie
Yoshihiro Sakata naît le 26 septembre 1942 à Osaka, au Japon,,.
Bien que finaliste du tournoi de judo préfectoral de Kyoto, il est séduit par le rugby à XV au lycée préfectoral de Kyoto Rakuhoku (ja), avec lequel il évolue au poste d'ailier droit et participe à trois championnats d'affilée,,.

### Carrière en juniors
Il intègre le club de rugby (ja) de l'université Dōshisha en 1961, où il étudie l'économie,. À son arrivée, son entraîneur Hitoshi Oka le fait passer de l'aile droite à l'aile gauche : estimant que Sakata est leur meilleur élément et que les joueurs japonais sont pour la plupart droitiers, il leur serait plus facile de lui faire des passes de qualité si celui-ci était positionné à gauche, tandis qu'on laisserait un ailier plus défensif sur l'aile droite. La « capacité de Sakata à prendre des décisions [est] exceptionnelle » et il remporte la NHK Cup (l'ancêtre du championnat japonais) dès la première année face à l'équipe seniors de Kintetsu (17-6). En 1963, alors qu'il est encore étudiant, il est appelé pour la première fois par le sélectionneur de l'équipe du Japon de rugby à XV, mais ne joue pas,. Il remporte un deuxième titre national en vainquant les Yawata Steel et à nouveau Kintetsu,.

### Carrière en seniors
Après avoir obtenu son diplôme universitaire, il travaille pour la branche immobilière de la holding Kintetsu (en) et rejoint en 1965 son club des Kintetsu, qui est basé à Higashiōsaka, dans la préfecture d'Osaka,. Il remporte deux championnats consécutifs dès son arrivée. Au total, Sakata remporte quatre fois le Tournoi national des sociétés du Japon et trois fois le All Japan Rugby Football Championship.
Il joue pour la première fois pour le Japon le 12 mars 1967 contre les étudiants néo-zélandais à Osaka. Sélectionné en juin 1968 pour une tournée en Nouvelle-Zélande, il marque quatre essais lors de la victoire 23-19 contre les Junior All Blacks (en), ce qui est considéré comme un exploit pour le rugby japonais,,. Il est alors surnommé « l'Ailier volant » et est désigné meilleur joueur de l'année en Nouvelle-Zélande,.
L'année suivante, Sakata s'installe à Christchurch, en Nouvelle-Zélande, pour étudier un semestre à l'université de Canterbury. Il joue au niveau provincial pour Canterbury RFU et devient le premier joueur japonais à jouer dans leur équipe de rugby et dans la première division du championnat provincial néozélandais,,. Dès sa première saison, il inscrit 18 essais (dont 5 dès son premier match), établissant un record qui durera 40 ans, pour un total de 30 essais en 27 matchs,. Alors qu'il se présente souvent comme « Deme » (en rapport à ses grands yeux), les Néozélandais l'appellent plutôt « Demi » (pour sa petite stature),. C'est parce qu'il est petit qu'il développe une technique d'attaque basée sur l'évitement, se distinguant particulièrement en inventant le double crochet intérieur-extérieur ; il explique que c'est grâce au judo qu'il a développé davantage la technicité au niveau des chevilles, des genoux et des hanches.
Vers 1968-1969, Sakata devient le premier Japonais à être appelé pour jouer pour les Barbarians de Nouvelle-Zélande. En 1969, il est nommé parmi les cinq meilleurs joueurs du monde de l'année par le New Zealand Rugby Almanac : il est décrit comme « le Gareth Edwards ou Barry John japonais de légende », grâce à sa technique et ses appuis.
L'année suivante, il est plébiscité pour intégrer la sélection de Nouvelle-Zélande pour sa tournée en Afrique du Sud (en) : dans la presse néozélandaise, un journal titre même : « Take Sakata to South Africa! » (Emmenez Sakata en Afrique du Sud !).
Il est ensuite sélectionné pour la tournée du Japon de 1973 (en) au pays de Galles, en Angleterre et en France. Le 6 octobre 1973, il joue contre le pays de Galles à l'Arms Park de Cardiff — le premier match officiel entre les deux nations. Lors du dernier match de la tournée, le Japon affronte la France à Bordeaux le 27 octobre 1973, pour ce qui est sa dernière sélection.

### Après-carrière
Après être revenu jouer à Kintetsu, avec qui il remporte en tout cinq championnats de la ligue de rugby à XV de l'université du Kansai (ja), Yoshiro Sakata prend définitivement sa retraite sportive en janvier 1975. La même année, il devient professeur en leadership sportif et en encadrement sportif au Département d'Éducation physique de l'université des sciences de la santé et du sport d'Osaka (en), dont il est aussi l'entraîneur principal du club de rugby. Devenu professeur émérite, il occupe ce poste jusqu'en 2012,,. Il continue de soutenir son club de cœur de Kintetsu, qui a perdu de sa superbe depuis les années 1980, en nouant des partenariats avec la Nouvelle-Zélande dans les années 2010.
Il se marie en 1977 à Christchurch et a un fils, Hiroshi, qui étudie en Nouvelle-Zélande,.
Sakata occupe aussi des fonctions d'administrateur dans le rugby, devenant notamment vice-président puis président de la fédération japonaise de rugby à XV de 2012 à 2020,,. Il occupe notamment ce poste lors de l'organisation et de la tenue de la Coupe du monde 2019, qui se tient au Japon. Actif dans l'organisation de l'événement, il contribue au maintien des bonnes relations entre le Japon et la Nouvelle-Zélande et voit pour la première fois le Japon se qualifier pour les quarts de finale de la compétition,.

## Reconnaissance
En ouverture de la finale de la Coupe du monde 2003, Yoshihiro Sakata est présenté comme « l'un des seize meilleurs joueurs du monde ».
En 2007, il fait partie des vingt légendes du rugby à XV qui participent à la cérémonie d'ouverture de la Coupe du monde 2007, qui se tient au Stade de France, à Paris,. S'affichant aux côtés de joueurs tels que Jean-Pierre Rives, Gareth Edwards et John Eales, Yoshihiro Sakata mène la délégation du Japon et de l'Asie.
Considéré comme l'un des meilleurs joueurs de son époque et ayant beaucoup œuvré au développement du rugby de haut niveau dans son pays, Yoshihiro Sakata devient en 2012 le 51e joueur à être intronisé au temple de la renommée IRB (aujourd'hui World Rugby), le premier du Japon,.
Lors des honneurs du Nouvel An 2021 de Nouvelle-Zélande, Sakata est fait membre honoraire de l'Ordre du Mérite de Nouvelle-Zélande, pour services rendus aux relations entre la Nouvelle-Zélande et le Japon et au rugby.